# آدرنولکودیستروفی
آدرنولکودیستروفی (به انگلیسی: Adrenoleukodystrophy) نوعی بیماری با منشأ نقائص پراکسی زومی است. آدرنولکودیستروفی یک نقص مغزی دژنراتیو و پیشرونده است که در کودکی با افزایش رنگدانه در پوست و
شواهد آزمایشگاهی بیماری دژنراتیو غدد فوق کلیه بروز می‌کند.

## علائم بالینی

### زمان تولد و دوره نوزادی
طبیعی.

### دوره شیرخوارگی
در تعداد کمی از بیماران در شیرخوارگی با علائمی نظیر نقائص پراکسی زومی تظاهر می‌کند. این علائم شامل کاهش شدید تونوس عضلانی، اختلال رشد و بیماری کلستاتیک کبدی، تشنج و احتمالاً اپی ستوتونوس حمله‌ای می‌باشد. دراغلب موارد تظاهر بیماری با علائم رفتاری است.

### دوره کودکی
نوع کلاسیک بیماری (۴۰٪ موارد) در این دوره رخ می‌دهد. برخی از بیماران در ۴ تا ۸ سالگی بیش فعال و گوشه گیر یا مهاجم می‌شوند که ممکن است به صورت بروز ناگهانی حالتهای عجیب و غریب باشد. سایر علائم شامل ضعیف شدن عملکرد در مدرسه، بی‌توجهی، کاهش تمرکز، تغییر در حافظه یا از دست دادن آن (بیمار اغلب اشتباهاً اختلال بیش فعالی-کاهش توجه تشخیص داده می‌شود و متیل فنیدیت می‌گیرد)، اشکال در برقراری ارتباط و از دست دادن مهارت‌های کلامی می‌باشد. برخی از کودکان ممکن است با عدم تعادل تظاهر کنند.

### دوران نوجوانی و بزرگسالی
در تعدادی از بیماران، علائم دردوره نوجوانی تظاهر می‌کند که شامل مشکلات بینایی به صورت نیستاگموس افقی، همی انوپسی همونیموس، دوبینی، از دست دادن توانایی شناخت بینایی اشیاء،استرابیسم، از دست دادن بینایی و آتروفی عصب بینایی، از دست دادن شنوایی، اشکال در درک صحبت در محل‌های شلوغ، اشکال در راه رفتن به صورت راه رفتن بی‌ثبات و سفتی پاها، افزایش رفلکس‌های تاندونی، فلج اسپاستیک یکطرفه یا همه اندامها، آپراکسی، گراف استزی، دیزآرتری و بلع مشکل، تیره شدن رنگ پوست در نواحی پوشیده بدن، بروز تشنج در اواخر دوره بیماری (ممکن است اولین علامت عصبی باشد) و بروز علائم نارسایی غده فوق کلیه در برخی از بیماران به صورت خستگی، استفراغ متناوب، ضعف کلی، از دست دادن وزن و کاهش فشار خون می‌باشد. هنگامی که علائم عصبی ظاهر می‌شوند معمولاً سریعاً پیشرونده بوده و منجر به بروز وضعیت دکورتیکه، کوری و کری می‌شوند. در برخی از انواع بیماری، علائم گرفتاری نخاع به صورت سفتی پاها بروز می‌کند که به سمت فلج اسپاستیک اندام‌های تحتانی پیش
می‌رود. همچنین ممکن است بیمار با علائمی نظیر علائم تومور مغزی از جمله سردرد یکطرفه، از دست دادن بینایی و افزایش رفلکس‌های تاندونی بروز کند. معمولاً بیماری عصبی در عرض ۵ تا ۱۵ سال بدتر می‌شود و بیمار وابسته به صندلی چرخدار می‌گردد. در این زمان ممکن است بیمار اشکال در ادرار کردن، صدمه حس ارتعاش اندام تحتانی و هدایت عصبی، اختلال عملکرد شناختی در نیمی از موارد، ناتوانی جنسی و نارسایی گنادها و کاهش پلاکت داشته باشد. در زنان هتروزیگوت علائم آسیب نخاع، اعصاب محیطی و غدد فوق کلیه دیده می‌شود و اگر مرد مبتلایی در خانواده نباشد، تصور می‌شود که بیمار دچار مالتی پل اسکلروز است. سرانجام این زنان دچار ناتوانی شدید با ضعف اسپاستیک اندام‌های تحتانی می‌شوند. در برخی از زنان هتروزیگوت هم اختلال حسی متناوب از سن ۴۰ سالگی، افزایش رفلکس‌های تاندونی و صدمه حس ارتعاش در اندام تحتانی بدون سایر علائم گزارش شده‌است. در اغلب هتروزیگوتها عملکرد غدد فوق کلیه طبیعی است، اما دمانس در برخی از آن‌ها گزارش شده‌است. همچنین در برخی از زنان در دوره نوجوانی، بیماری پیشرونده مغزی نظیر آنچه در مردان مبتلا به نارسایی غدد فوق کلیه مشاهده می‌شود، گزارش گردیده است. علاوه بر این بعضی از بیماران با علائم بیماری آدیسون بدون یافته‌های عصبی مراجعه می‌کنند. به ندرت ممکن است مردان در دوره بزرگسالی تظاهر بیماری مغزی بدون گرفتاری نخاع را داشته باشند و در برخی از آن‌ها اشتباهاً تشخیص اسکیزوفرنی داده می‌شود.

## نقص بیوشیمی
کمبود پروتئین آدرنولکودیستروفی (این پروتئین یک ناقل غشایی متصل به آدنوزین تری فسفات جهت انتقال آنزیم لیگنوسروئیل کوآ سنتاز است که آسیل کوآیی با زنجیره خیلی بلند می‌باشد).

## توارث ژنتیکی
وابسته به X

## میزان بروز
نادر.

## روش تشخیص
- افزایش نسبت اسیدهای چرب ۲۶ کربنه به ۲۲ کربنه: در فیبروبلاستها.
- پلاسما: افزایش اسیدهای چرب با زنجیره خیلی بلند (۲۴،۲۵ و ۲۶ کربنه) در اثر نقص در بتا اکسیداسیون این اسیدهای چرب در پراکسی زومها.

## درمان
پیوند زودرس مغز استخوان موجب توقف پیشرفت یا حتی بهبودی در برخی از بیماران شده‌است. درمان با آنتی اکسیدان ان استیل ال سیستئین، روغن لورنزو که مخلوط ۴ به یک از روغن تری اولئات و تری اروکات (اسید چرب غیر اشباع که سطوح پلاسمایی اسیدهای چرب ۲۶ کربنه را طبیعی می‌کند) است و
اسید دوکوزا هگزا انوئیک هم ممکن است مفید باشد. همچنین بررسی سطوح اسیدهای چرب ضروری برای پیشگیری از کمبود آن‌ها لازم است. تجویز بوتیرات و ۴فنیل بوتیرات هم تحت بررسی هستند.

## آزمون تشخیص قبل از تولد
بررسی سطوح اسیدهای چرب ۲۶ کربنه و پروتئین آدرنولکودیستروفی در مایع آمنیوتیک یا مایع پرزهای کوریونی.
نکته یک: هر پسری که در طی کودکی دچار نارسایی غدد فوق کلیه می‌شود، بایستی از نظر آدرنولکودیستروفی بررسی شود.
نکته دو: مفیدترین آزمون جهت بررسی عملکرد غده فوق کلیه، ارزیابی پاسخ به تجویز هورمون آدرنوکورتیکوتروپین می‌باشد.
نکته سه: وجود علائم سایکوتیک در بیمار مبتلا به آدیسون بایستی تشخیص آدرنولکودیستروفی را مطرح سازد، اما ممکن است در آدرنولکودیستروفی عملکرد غده فوق کلیه طبیعی باشد.